# 5150 Фелліні
5150 Фелліні (5150 Fellini) — астероїд головного поясу, відкритий 17 жовтня 1960 року.
Тіссеранів параметр щодо Юпітера — 3,462.